# Luigi Pirandello
Luigi Pirandello (Agrigent, Sicília, Itàlia, 28 de juny de 1867 - Roma, 10 de desembre de 1936) fou un reconegut dramaturg, novel·lista i escriptor de relats curts italià, guardonat amb el Premi Nobel de Literatura l'any 1934. És considerat un dels autors teatrals més rellevants de l'Europa d'entreguerres.

## Biografia
Va nàixer el 28 de juny del 1867 en una contrada rural anomenada, en sicilià, Càvusu, a la perifèria de Girgenti, la ciutat que posteriorment (el 1927) fou reanomenada Agrigent.
Fill de Caterina Ricci-Gramitto i Stefano Pirandello, comerciant garibaldí de classe mitjana però d'ascendència il·lustre, inversor en la indústria del sofre, tant els Pirandello com els Ricci-Gramitto eren fortament antiborbònics i participaven activament en el moviment d'Il Risorgimento, destinat a la unificació democràtica d'Itàlia.
Stefano va arribar a participar en la famosa aventura d'Els Mil, seguint Garibaldi a la Batalla d'Aspromonte, mentre Caterina, que a penes comptava amb tretze anys, va haver d'emigrar junt amb el seu pare a Malta, on havia estat enviat a l'exili per la monarquia borbònica regnant.

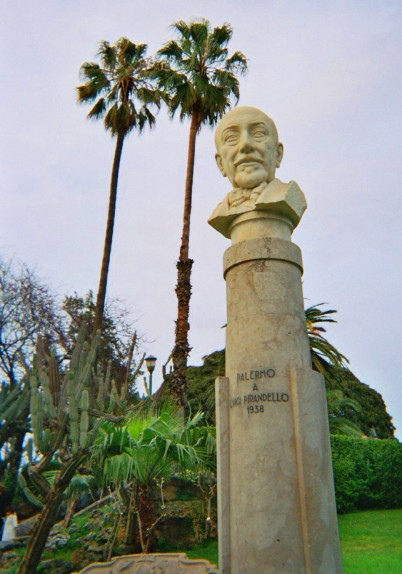
Bust de Pirandello en un parc públic de Palerm

Com molts xiquets de l'època, Pirandello va rebre l'educació bàsica en la seua pròpia casa. El van fascinar les faules i llegendes de to màgic que la seua tutora Maria Stella solia narrar-li. A la precoç edat de dotze anys, va escriure la seua primera tragèdia. A insistència de son pare, es va inscriure en una escola tècnica, educació que va complementar amb l'estudi d'humanitats al ginnasio, per les quals sentia una major afinitat.
La seua infantesa va transcórrer entre Agrigent i Porto Empedocle, a la vora de la mar. Després de ser víctimes de maniobres fraudulentes, la família es va traslladar a Palerm l'any 1880. En aquesta ciutat, va acabar els estudis; es va capficar en la lectura de poesia italiana del segle xix, especialment d'escriptors com Giosuè Carducci i Arturo Graf; va començar a escriure els primers poemes i es va enamorar de la seua cosina Lina. Durant aquest període, comencen els primers signes del seriós contrast que el separaria de son pare, quan Luigi va trobar certa correspondència que insinuava l'existència d'una relació extramarital per part de Stefano. El jove Pirandello va començar a acostar-se emocionalment a sa mare, relació que es transformaria en una vertadera veneració, que tindria el seu punt culminant després de la mort de Caterina, en les pregones pàgines de la novel·la Colloqui con i personaggi, del 1915.
El seu amor per la seua cosina, inicialment vist amb desgrat, va ser de sobte pres amb gran seriositat per la família de Lina, que va demanar que Luigi abandonara els estudis per dedicar-se de ple a l'administració de les inversions familiars en el negoci del sofre, a fi que els joves pogueren casar-se aviat. L'any 1886, durant unes vacances, Luigi va visitar les mines de sofre de Porto Empedocle i va començar a treballar amb son pare: aquesta experiència va resultar essencial per a la seua obra, i les seues impressions es reflectirien en relats com Il Fume, Ciàula scopre la Luna i I Vecchi e I Giovani. El casament, que semblava imminent, va ser posposat i Pirandello es va inscriure a la Universitat de Palerm en els departaments de lleis i lletres. En el campus de la universitat, va cultivar l'amistat de joves ideòlegs com Enrico La Loggia, Giusseppe de Felice Giuffrida i Francesco de Lucca.
L'any 1887, ingressà a la Universitat de Roma, on va protagonitzar un seriós incident amb un professor, per la qual cosa es va veure obligat a abandonar la Casa d'Estudis. Es va traslladar a Bonn, on es graduà el 21 de març del 1891 amb una tesi en alemany sobre la llengua siciliana sota la direcció de Wendelin Foerster. Al cap de poc va tornar a Itàlia.
El 1897, fou nomenat professor de literatura italiana a l'Institut Superior de Magisteri. Un terratrèmol va provocar danys irreparables en la mina de sofre en què son pare tenia invertits els béns i el dot de Maria Antonietta, la qual cosa li va causar greus dificultats econòmiques i una forta depressió. El 1904, va publicar la seua novel·la Il Fu Mattia Pascal (El difunt Maties Pascal), possiblement basada en aquesta traumàtica experiència, que es va constituir en un enorme èxit, i fou traduïda ràpidament a uns quants idiomes.
Pirandello va morir el 10 de desembre del 1936 a la seva residència de Roma.

## Obra literària
Dels sentiments de decepció que els seus pares, especialment Caterina, van patir després de l'establiment de la unificació i la seua posterior i traumàtica realitat, Pirandello extrauria bona part de l'atmosfera emocional que caracteritzaria els seus escrits, especialment la novel·la I Vecchi e I Giovani (Els vells i els joves). És també possible que la sensació de traïció i ressentiment inculcara en el jove Luigi la desproporció entre ideals i realitat que subratlla en el seu assaig L'Umorismo (L'humorisme).
L'any 1934, fou guardonat amb el Premi Nobel de Literatura per la seva audaç i enginyosa renovació de l'art dramàtic i escènic.

## Obra seleccionada
| - 1889: Mal giocondo - 1891: Pasqua di Gea - 1894: Pier Guadro - 1895: Elegie renane - 1889: Laomache - 1899: Scamandra - 1901: Zampogna - 1912: Fuori di Chiave - 1894: Amori senza amore - 1902: Beffe dellamorte e della vita - 1902: Quand'era matto - 1904: Bianche e neve - 1906: Erma bifronte - 1910: La vita nuda - 1922: Nuvele pentru un an | - 1893: L'esclusa - 1904: Il fu Mattia Pascal - 1909: I vecchi e i giovani - 1911: Suo marito - 1914: Il turno - 1919: Quaderni di Serafino Gubbio, operatore - 1924: Uno, nessuno e centomila - 1916: Liolà - 1917: Così è (se vi pare) - 1917: Il berretto a sonagli - 1918: Il giuoco delle parti - 1919: L'uomo, la bestia e la virtù - 1921: Sei personaggi in cerca d'autore - 1922: Enric IV - 1930: Questa sera si recita a soggetto - 1937: I giganti della montagna |

## Filmografia
- Il crollo, dirigida per Mario Gargiulo (Itàlia, 1920, basada en l'obra Lumie di Sicilia)
- Il lume dell'altra casa, dirigida per Ugo Gracci (Itàlia, 1920, basada en el conte Il lume dell'altra casa)
- Lo scaldino (it), dirigit per Augusto Genina (Itàlia, 1920, basat en el conte breu Lo scaldino)
- Ma non è una cosa seria, dirigit per Augusto Camerini (it) (Itàlia, 1921, basat en l'obra Ma non è una cosa seria)
- La rosa, dirigit per Arnaldo Frateili (it) (Itàlia, 1921, basat en el conte La rosa)
- Il viaggio, dirigit per Gennaro Righelli (Itàlia, 1921, basat en el conte Il viaggio)
- Feu Mathias Pascal, dirigit per Marcel L'Herbier (França, 1925, basat en la novel·la Il fu Mattia Pascal)
- Die Flucht in die Nacht, dirigit per Amleto Palermi (Alemanya, 1926, basat en l'obra Enrico IV)
- La canzone dell'amore, dirigit per Gennaro Righelli (Itàlia, 1930, basat en el conte In silenzio)
  - La Dernière berceuse, dirigit per Gennaro Righelli i Jean Cassagne (França, 1931, basat en el conte In silenzio)
  - Liebeslied, dirigida per Constantin J. David (Alemanya, 1931, basat en el conte breu In silenzio)
- As You Desire Me, dirigit per George Fitzmaurice (1932, basat en l'obra Come tu mi vuoi)
- Acciaio, dirigit per Walter Ruttmann (Itàlia, 1933, basat en la història Giuoca, Pietro!)
- Pensaci, Giacomino! (it), dirigit per Gennaro Righelli (Itàlia, 1936, basat en l'obra Pensaci, Giacomino!)
- Ma non è una cosa seria, dirigit per Mario Camerini (Itàlia, 1936, basat en l'obra Ma non è una cosa seria)
  - Der Mann, der nicht nein sagen kann, dirigit per Mario Camerini (Alemanya, 1938, basat en l'obra Ma non è una cosa seria)
- L'Homme de nulle part, dirigit per Pierre Chenal (França, 1937, basat en la novel·la Il fu Mattia Pascal)
  - Il fu Mattia Pascal, dirigit per Pierre Chenal (Itàlia, 1937, basat en la novel·la Il fu Mattia Pascal)
- Terra di nessuno, dirigit per Mario Baffico (Itàlia, 1939, basat en dos contes)
- Enrico IV (pel·lícula de 1943), dirigit per Giorgio Pastina (Itàlia, 1943, basat en l'obra Enrico IV)
- This Love of Ours, dirigit per William Dieterle (1945, basat en l'obra Come prima, meglio di prima)
- Man, Beast and Virtue, dirigit per Steno (Itàlia, 1953, basat en l'obra L'uomo, la bestia e la virtù)
- Of Life and Love, dirigit per Aldo Fabrizi, Giorgio Pastina, Mario Soldati i Luigi Zampa (Itàlia, 1954, basat en quatre contes)
- Vestire gli ignudi, dirigit per Marcello Pagliero (Itàlia, 1954, basat en l'obra Vestire gli ignudi)
- Never Say Goodbye, dirigit per Jerry Hopper (1956, basat en l'obra Come prima, meglio di prima)
- Todo sea para bien (es), dirigit per Carlos Rinaldi (Argentina, 1957, basat en l'obra Tutto per bene)
- Liolà, dirigit per Alessandro Blasetti (Itàlia, 1963, basat en l'obra Liolà)
- El viatge, dirigit per Vittorio De Sica (Itàlia, 1974, basat en el conte Il viaggio)
- Il turno, dirigit per Tonino Cervi (Itàlia, 1981, basat en la novel·la Il turno)
- Enrico IV, dirigit per Marco Bellocchio (Itàlia, 1984, basat en l'obra Enrico IV)
- Kaos, dirigit per Paolo and Vittorio Taviani (Itàlia, 1984, basat en quatre contes)
- Wir, dirigit per Henryk Jacek Schoen (Polònia, 1984, basat en dos contes)
- Le due vite di Mattia Pascal, dirigit per Mario Monicelli (Itàlia, 1985, basat en la novel·la Il fu Mattia Pascal)
- Tu ridi, dirigit per Paolo and Vittorio Taviani (Itàlia, 1998, basat en dos contes)
- La balia, dirigit per Marco Bellocchio (Itàlia, 1999, basat en el conte La balia)
- La scelta, dirigit per Michele Placido (Itàlia, 2015, basat en l'obra L'innesto)
- L'attesa, dirigit per Piero Messina (Itàlia, 2015, basat en l'obra La vita che ti diedi)
- Une femme respectable, dirigit per Bernard Émond (Canadà, 2023, basat en la història curta "Pena di vivere cosi")

## Llegat
El 14 de juliol de 1930, una versió de la seva obra curta The Man with the Flower in His Mouth, adaptada i produïda per Lance Sieveking, coproduïda amb la companyia de John Logie Baird i protagonitzada per Val Gielgud i Lionel Millard, es va convertir en el primer drama. emès tant en imatge com en so quan la British Broadcasting Corporation el va mostrar per al públic de Londres.
Pirandello va ser nomenat acadèmic d'Itàlia el 1929, i el 1934 va rebre el Premi Nobel de Literatura després d'haver estat proposat per Guglielmo Marconi, membre de la Reial Acadèmia d'Itàlia. Va ser l'últim dramaturg italià a ser escollit per al premi fins que Dario Fo va guanyar el 9 d'octubre de 1997.
Pirandello va morir sol a casa seva a Via Bosio, Roma, el 10 de desembre de 1936. Va rebutjar un funeral d'Estat ofert per Mussolini i només el 1947 van ser enterrats a Sicília les seves restes cremades. La Via Luigi Pirandello a Acquaviva delle Fonti porta el seu nom.

## Traduccions al català

### Teatre
- És així, si us ho sembla. Traducció de Bonaventura Vallespinosa.
- El barret de cascavells. Traducció de Josep Maria de Sagarra.
- El goig de ser com cal. Traducció de Bonaventura Vallespinosa.
- El joc dels papers. Traducció de Bonaventura Vallespinosa.
- Patent professional. Traducció de Bonaventura Vallespinosa.
- L'home, la bèstia i la virtut. Traducció de Rodolf Sirera.
- Sis personatges en cerca d'autor. Traducció de Bonaventura Vallespinosa (1987). Nova traducció de Jordi Sarsanedas i Vives (2016)
- L'imbècil. Traducció de Bonaventura Vallespinosa.
- Enric IV. Traducció de Bonaventura Vallespinosa.
- Aquesta nit improvisem. Traducció de Maria Aurèlia Capmany.
- Els gegants de la muntanya. Traducció de Xavier Romeu.
- L'home de la flor a la boca; seguit d'Un dia; Al vespre, un gerani. Traducció de Carlota Subirós.

### Novel·la i conte
- Contes per a un any. Traducció de Júlia Benavent (1995)[13] / Traducció Joaquim Gestí (2017)[14] (Premi de traducció Vidal Alcover 2007).[15]
- El difunt Mattia Pascal. Traducció de Carme Serrallonga.
- L'exclosa. Traducció de Meritxell Anton Maynadé. Martorell: Adesiara, 2008.
- Un, ningú i cent mil. Traducció de Marina Laboreo Roig.
- El viatge. Traducció de Narcís Comadira. Petits Plaers de Viena Edicions (2020)

### Assaig
- L'humorisme. Traducció de Josep Alemany. Martorell: Adesiara, 2013.

## Reconeixements
En honor seu s'anomenà l'asteroide (12369) Pirandello descobert el 8 de febrer del 1994 per Eric Walter Elst.